# Аньсай
Аньса́й (кит. упр. 安塞, пиньинь Ānsài) — район городского подчинения городского округа Яньань провинции Шэньси (КНР). Название означает «Спокойная погранзастава»; так называлась находившаяся здесь в средние века крепость.

## История
В эпоху Чжоу в этих места жили ди. В эпоху Вёсен и Осеней эти места вошли в состав царства Цзинь, а после того, как три семьи разделили Цзинь — оказались в составе царства Вэй. Впоследствии царство Вэй было завоёвано царством Цинь, создавшим в итоге первую в истории Китая централизованную империю. В империи Цинь эти земли вошли в состав уезда Гаону (高奴县), власти которого разместились именно здесь. В 189 году эти места были захвачены гуннами, и надолго перешли под власть кочевников.
Во второй половине IV века эти места вошли в состав государства Ранняя Цинь, объединившего почти весь северный Китай, а затем — в состав государства Поздняя Цинь. В 407 году гунны создали здесь государство Великое Ся. В 427 году эту территорию захватили войска Северной Вэй, и в 449 году был образован уезд Гуанло (广洛县).
При империи Суй в 601 году из-за практики табу на имена, чтобы избежать использования иероглифа «гуан», которым записывалось личное имя наследника престола, уезд Гуанло был переименован в Цзиньмин (金明县). В 617 году уезд Цзиньмин был присоединён к уезду Фуши (肤施县). При империи Тан в 619 году уезд Цзиньмин был создан вновь. В 636 году в северной части территории современного района был образован уезд Бацзяо (罢交县), который в 742 году был переименован в Яньчан (延昌县), а при империи Поздняя Лян присоединён к уезду Цзиньмин.
При империи Сун в 1072 году уезд Цзиньмин был расформирован, а в юго-западной части территории современного района был образован уезд Фучжэн (敷政县). После монгольского завоевания в 1252 году был создан уезд Аньсай. В 1268 году уезд Фучжэн был присоединён к уезду Аньсай.
С 1935 года в этих местах появились войска коммунистов, которые начали создавать собственные органы управления.
В 1950 году был создан Специальный район Яньань (延安专区), и уезд вошёл в его состав. В 1958 году уезд Аньсай был разделён между уездами Цзычан и Яньань, но в 1961 году был воссоздан. В 1969 году Специальный район Яньань был переименован в округ Яньань (延安地区). В 1996 году постановлением Госсовета КНР были расформированы округ Яньань и город Яньань, и образован городской округ Яньань.
В 2016 году уезд Аньсай был преобразован в район городского подчинения

## Административное деление
Район делится на 1 уличный комитет и 8 посёлков.